# Фандыкова, Йорданка
Йорда́нка Асе́нова Фанды́кова (болг. Йорданка Асенова Фандъкова, родилась 12 апреля 1962, Самоков, Болгария) — болгарский учитель и политик, первая женщина-мэр Софии.

## Биография
Родилась 12 апреля 1962 года в городе Самокове.
Закончила гимназию с углубленным изучением русского языка № 35 имени Добри Войникова в Софии.
Закончила Софийский университет имени св. Климента Охридского по специальности русская филология.
В 1985 году поступила преподавателем в среднюю школу № 73 имени Владислава Грамматика. С 1998 года стала директором этой школы.
Замужем за педиатром Юрием Фандыковым. Дочь — Михаэла, внук — Алекс.
Фандыкова считается активным сторонником премьер-министра Бойко Борисова (партия «ГЕРБ») и является одним из объектов критики протестующих в ходе всеболгарских протестов 2020 года, участники которых требуют её отставки.